# Disturbia
«Disturbia» — пісня барбадоської співачки Ріанни з третього студійного альбому «Good Girl Gone Bad». Її написали Андре Мерріт, Кріс Браун, Браян Кеннеді та Роберт Аллен, а спродюсував Браян Кеннеді; бек-вокал заспівали Кріс Браун і Андре Меррітт. Пісню надіслали на радіостанції Північної Америки 17 червня 2008 року, а реліз синглу на фізичному носії відбувся у Великій Британії 22 липня того ж року. «Disturbia» випустили як третій сингл після «Take a Bow» і «If I Never See Your Face Again» з перевидання альбому «Good Girl Gone Bad: Reloaded». Пісня належить до жанру сінті-поп з похмурим звучанням і страхітливою лірикою.
Багато музичних критиків дали пісні позитивні відгуки, в яких хвалили темний музичний тон композиції. Пісня стала найкращим дебютом Ріанни в чарті Billboard Hot 100 в той час, а також досягла успіху, очоливши чарт Нової Зеландії, і ввійшла в найкращу п'ятірку синглів в Канаді, Франції, Швеції, Швейцарії і Великій Британії. Музичний відеокліп показує Ріанну всередині газової камери. У 2009 році сингл отримав номінацію Найкращий танцювальний запис на 51-й щорічній церемонії вручення нагород «Ґреммі», але вона поступилася пісні «Harder, Better, Faster, Stronger» французького електротанцювального дуету Daft Punk. Ріанна багато разів виступала з «Disturbia», включаючи Церемонію MTV VMA 2008, на якій співачка співала в оточенні танцювальних зомбі. Поп-панк-група The Cab переспівала пісню для своєї збірки «Punk Goes Pop 2». Журнал Billboard поставив сингл на дев'яте місце в списку Літні пісні 2008 року.

## Формати та трек-лист
CD сингл для США/Великої Британії (1787139)
1. «Disturbia» (Album Version) — 3:58
2. «Disturbia» (Instrumental) — 3:58

Сингл Disturbia (Craig C’s Masters Radio Mix) для Австралії
1. «Disturbia» (Craig C’s Masters Radio Mix) — 3:51

Вініловий 12" сингл для Європи (TIME 528)
1. «Disturbia» (Jody Den Broeder Remix) — 7:46
2. «Disturbia» (Craig C’s Disturbstrumental Mix) — 9:18
3. «Disturbia» (Jody Den Broeder Bum Bum Dub) — 8:16
4. «Disturbia» (Radio Edit) — 3:59

Цифровий сингл для Японії
1. «Disturbia» (Album Version) — 3:58
2. «Disturbia» (Jody den Broeder Radio Edit) — 3:52
3. «Disturbia» (Instrumental) — 3:58